# Grave Digger
Grave Digger é uma banda alemã de heavy metal originada em 1980. Ainda em atividade, teve seu álbum inicial Heavy Metal Breakdown atingindo a venda de 40 mil cópias somente na Europa. A sonoridade de Grave Digger se caracteriza por um vocal grave e rasgado, riffs de guitarra pesados e passagens melódicas, principalmente nos refrões. Uma das principais bandas da Alemanha, foi líder do movimento FWOGHM (First Wave of German Heavy Metal), ao lado de Running Wild e Rage formando a tríplice aliança do metal no país. Um grande diferencial da banda é o tecladista Hans Peter "H.P." Katzenburg, que se apresenta vestido como o mascote do grupo (presente nas capas dos álbuns desde 1994), com uma capa e capuz negros e máscara, lembrando a figura da Morte.

## História
Depois de vários shows em pequenos festivais, a banda gravou duas musicas para a compilação “Rock From Hell” em 1981. Um ano depois, Grave Digger, agora composto por Chris Boltendahl (vocais), Peter Masson (guitarras), Willi Lackmann (baixo) e Albert Eckardt(bateria), lançaram seu primeiro álbum “Heavy Metal Breakdown”.
Em 1985, já sem Lackmann, eles gravaram e lançaram seu segundo album “Witch Hunter”. Somente após o álbum estar completo, um baixista substituto foi encontrado, C. K. Brank. Em seguida ocorreram shows em festivais e uma turnê com o Helloween. Finalmente em Janeiro de 1986 foi lançado o terceiro álbum “War Games”. Para promover este álbum, aconteceu uma turnê tripla com Celtic Frost e o Helloween. Depois disso, Peter Masson deu lugar a Uwe Lulis. No ano de 1987 a banda mudou seu nome para apenas “Digger” e lançou um álbum “Stronger Than Ever”. Este álbum não se assemelha em quase nada com as músicas antigas do Grave Digger, foi apenas uma tentativa de fazer músicas mainstream como Bon Jovi ou Van Halen. O Album não foi bem e não foi aceito nem pelos fãs ou pela grande massa. Em decorrência disso, Boltendahl declarou o fim da banda em 1987.
Em 1991, a banda foi parcialmente “reformada”. Boltendahl e Lulis, junto a dois novos membros, Tomi Göttlich e Jörg Michael (este já havia sido baterista do Rage e Running Wild e posteriormente Stratovarius), lançou um álbum de volta chamado The Reaper, em 1993. Este álbum foi um retorno as origens do Grave Digger. No mesmo ano, o Album “The Best of the Eighties” foi lançado, com as músicas de dos anos oitenta.
Um EP chamado “Symphony of Death” saiu em 1994. A banda agora contava com Frank Ullrich na bateria. No mesmo ano a banda excursionou pela Alemanha, abrindo para o Manowar. Em 1995, o álbum “Heart of Darkness” foi lançado. Este é tratado como um álbum sombrio e com influencia dos primeiros trabalhos do Annihilator.
Em 1996, Stefan Arnold era o novo baterista da banda. Este álbum também marcou o lançamento do álbum conceito “Tunes Of War”, que trazia a história da Escócia. Este álbum foi o primeiro álbum da trilogia da idade media. O Segundo álbum, “Knights of the Cross”, com Jens Becker como baixista, foi lançado em 1998 e conta a ascensão e queda dos cavaleiros templários. A parte final da trilogia foi lançada em 1999 com “Excalibur”. Este álbum explora a lenda do Rei Arthur e os cavaleiros da távola redonda. Logo após as turnês tiveram a adição do Tecladista Hans-Peter Katzenburg, quem depois virou membro permanente da banda. 
Em 2000, o Grave Digger celembrou seu vigésimo aniversário. Para marcar a ocasião, eles fizeram um concerto no Zeche em Bochum. Muitas das músicas mais populares da banda foram tocadas junto com algumas não tão conhecidas. Logo após esse show, Uwe Lulis deixou a banda alegando razões pessoais e diferenças no trabalho. Lulis montou a banda Rebellion.
No Lugar de Lulis o ex-guitarrista da banda Rage, Manni Schimidt entrou para o Grave Digger. A banda também começou a trabalhar com a gravadora Nuclear Blast, o primeiro álbum desta parceira foi o “The Grave Digger”, de 2001, este álbum teve inspiração nos textos do Edgar Allan Poe. No ano de 2002 o primeiro álbum ao vivo foi lançado “Tunes of War”. Em 2003, um novo álbum conceitual foi lançado “Rheingold”, que trata a história da opera “O Anel do Nibelungo” de Richard Wagner.
Depois de uma turnê de sucesso com este álbum, a banda gravou outro álbum, “The Last Supper”, que foi lançado dia 17 de Janeiro de 2005. Entretanto, diferente dos álbuns anteriores este não foi um álbum conceitual, porém várias músicas tratam dos últimos dias de Jesus Cristo. Menos de um mês após o lançamento, a banda começou a turnê com as bandas Stormhammer e Astral Doors. Em Outubro de 2005 foi lançado o DVD da turnê do álbum Last Supper, trazendo o show da Cidade de São Paulo, o DVD foi chamado de “25 to Live”, comemorando os 25 anos da banda.
Grave Digger lançou em seguida o album “Liberty or Death” em 12 de janeiro de 2007. A banda teve o Therion como companhia nesta turnê.
No meio de Agosto de 2008, a banda entrou começou a gravar com um guitarrista Adicional, Thilo Hermann. O álbum da vez era “Ballads of a Hangman, que foi lançado dia 9 de Janeiro de 2009. Foi o primeiro álbum com dois guitarristas.
Em Fevereiro de 2009, a banda e o guitarrista Thilo Hermann seguiram caminhos diferentes, em Outubro do mesmo ano foi a vez de Manni Schimdt sair da banda por não concorda com Boltendahl. Um velho amigo da banda assumiu as guitarras, Axel Ritt da banda Domain foi escolhido como guitarrista temporário no resto da turnê. Porém, no dia 12 de janeiro do ano seguinte Alex foi oficializado como membro da banda.
Do meio de maio para o meio de Julho de 2010 a banda gravou o novo album “The Clans Will Rise Again”, que foi lançado na Europa no dia 1º de outubro de 2010 pela Napalm Records. O álbum é uma espécie de sequencia do “Tunes of War”, mas não é um álbum conceitual. Em 11 de setembro a banda lançou o vídeo clipe da música “Highland Farewell”, quarta musica do “The Clans Will Rise Again”.
No dia 27 de Julho de 2012 a banda lançou o novo EP “Home At Last” e em 31 de Agosto, lançou o album “Clash of the Gods”. 
EM 20 de Março de 2014 a banda soltou a arte da capa do novo album, “Return of The Reapoer”, que foi lançado no dia 11 de Julho, pela Napalm Records. Em Novembro, o tecladista Hans Peter Katzenburg saiu da banda, alegando querer gastar mais tempo em projetos pessoais. Ele foi substituído por Marcus Kniep, quem também seguiu “atuando” como o personagem “Reaper”.
Em janeiro de 2017 é lançado Healed by Metal, 19º álbum de estúdio da banda e composto por 10 faixas, novamente pela Napalm Records.

## Membros

### Formação atual
- Chris Boltendahl - vocal (1980 - presente), baixo (1980-1983)
- Jens Becker - baixo (1998 - presente)
- Axel Ritt - guitarra (2009 - presente)
- Marcus Kniep - teclado (2014- presente), bateria (2018- presente)

### Antigos componentes
- Peter Masson - guitarra (1980-1986)
- Lutz Schmelzer - bateria (1980)
- Philip Seibel - bateria (1981-1983)
- Albert Eckardt - bateria (1983-1987)
- Martin Gerlitzki - baixo (1983)
- Willi Lackman - baixo (1983-1984)
- René "T-Bone" Teichgräber - baixo (1984)
- C.F. Brank - baixo (1985-1987)
- Uwe Lulis - guitarra (1986-2000)
- Tomi Göttlich - baixo (1991-1997)
- Peter Breitenbach - bateria (1991-1993)
- Jörg Michael - bateria (1993-1994)
- Frank Ulrich - bateria (1994-1995)
- Stefan Arnold - bateria (1996 - 2018)
- Hans Peter "H.P." Katzenburg – teclado (1996–2014)
- Manni Schmidt - guitarra (2000 - 2009)
- Thilo Herman - guitarra (2007 - 2009)

## Discografia

### Álbuns de estúdio
| Ano  | Álbum                                  | Posições nas listas de vendas | Posições nas listas de vendas | Posições nas listas de vendas | Posições nas listas de vendas |
| Ano  | Álbum                                  | ALE                           | AUT                           | BEL                           | SUÍ                           |
| ---- | -------------------------------------- | ----------------------------- | ----------------------------- | ----------------------------- | ----------------------------- |
| 1984 | Heavy Metal Breakdown                  | –                             | –                             | –                             | –                             |
| 1985 | Witch Hunter                           | –                             | –                             | –                             | –                             |
| 1986 | War Games                              | –                             | –                             | –                             | –                             |
| 1987 | Stronger than Ever (sob o nome Digger) | –                             | –                             | –                             | –                             |
| 1993 | The Reaper                             | –                             | –                             | –                             | –                             |
| 1995 | Heart of Darkness                      | 73                            | –                             | –                             | –                             |
| 1996 | Tunes of War                           | 81                            | –                             | –                             | –                             |
| 1998 | Knights of the Cross                   | 38                            | –                             | –                             | –                             |
| 1999 | Excalibur                              | 21                            | –                             | –                             | –                             |
| 2001 | The Grave Digger                       | 47                            | –                             | –                             | –                             |
| 2003 | Rheingold                              | 44                            | –                             | –                             | –                             |
| 2005 | The Last Supper                        | 39                            | –                             | –                             | –                             |
| 2007 | Liberty or Death                       | 30                            | –                             | –                             | –                             |
| 2009 | Ballads of a Hangman                   | 31                            | 74                            | –                             | 81                            |
| 2010 | The Clans Will Rise Again              | 28                            | –                             | –                             | 86                            |
| 2012 | Clash of the Gods                      | 29                            | –                             | 176                           | 71                            |
| 2014 | Return of the Reaper                   | 16                            | 59                            | 135                           | 34                            |
| 2017 | Healed by Metal                        | 15                            | –                             | 105                           | 45                            |
| 2018 | The Living Dead                        | 21                            | –                             | –                             | 41                            |
| 2020 | Fields of Blood                        | 17                            | 67                            | –                             | 17                            |
| 2022 | Symbol Of Eternity                     |                               |                               |                               |                               |